# ゲルニカ
ゲルニカ＝ルモ（バスク語: Gernika-Lumo）またはゲルニカ・イ・ルノ（スペイン語: Guernica y Luno）は、スペイン・バスク州ビスカヤ県のムニシピオ（基礎自治体）。ゲルニカとルモ（ルノ）が連合してひとつの自治体を形成している。2013年の人口は16,863人。

## 地理
オカ川が形成する谷に位置しており、オカ川下流部（ウルダイバイ河口）の心臓地である。ヘラサギの繁殖地であるウルダイバイ河口の生物保護区はラムサール条約に登録されている。ビスケー湾岸のベルメオから内陸部のドゥランゴに至る南北の道路、ネルビオン川下流部のビルバオからレケイティオに至る東西の道路の交差部分にある。
コマルカ（郡）としてはブストゥリアルデアに属しており、市街地の標高は10mである。北はフォルア、コルテスビ、アラツ、東はアハンギス、南はムシカ、西はエリゴイティと自治体境界を接している。

## 歴史

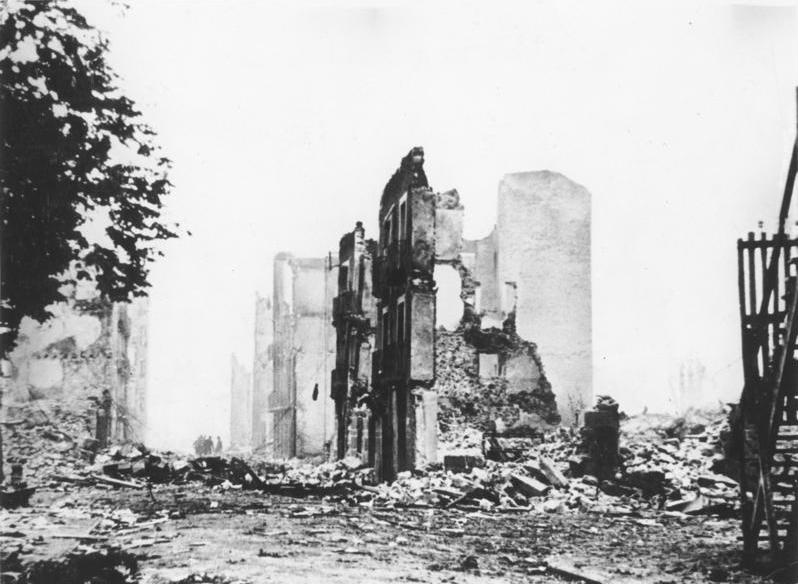
ゲルニカ爆撃後のゲルニカ

1366年4月28日、テーリョ伯によってゲルニカの町が建設された。主要な河川の河口部という戦略的重要性の高い場所にあり、スソの湊には船を停泊させることができた。代々のビスカヤ伯は、その称号を受ける前にゲルニカを訪れ、ビスカヤの自治を尊重することを誓うしきたりとなっていた。伯位はカスティーリャ王に受け継がれたが、王もまたゲルニカで誓いを行った。
スペイン内戦中の1937年4月26日には、フランシスコ・フランコらの反乱軍による北方作戦の一環としてゲルニカ爆撃が行われた。同軍のエミリオ・モラ将軍は1937年3月末から同地方の攻略にかかっており、ドイツ空軍遠征隊であるコンドル軍団の爆撃隊がその支援として空襲を行った。ゲルニカ爆撃がアメリカ、イギリス、フランスなどの報道機関によって伝えられると、フランコ反乱軍を非難する声が世界的に巻き起こった。この反響を危惧したフランコやコンドル軍団指揮官フーゴ・シュペルレらは「ゲルニカで都市を破壊し、子供や尼僧までを殺傷したのは、我々に敵対するバスク民族主義者やアナーキストの犯行である。ゲルニカ爆撃は捏造である」という謀略宣伝に努めた。画家のパブロ・ピカソはパリ万国博覧会のため壁画を依頼されており、憤怒を込めて『ゲルニカ』を描きあげた。この都市の象徴的な地位のために、現在のバスク自治憲章は、1936年の自治憲章の継承者であるバスク亡命政府の支持のもと、1978年12月29日にゲルニカで承認された。現在のバスク自治州首相（レンダカリ）もゲルニカのオークの木の前で就任宣誓を行っている。

## 政治的な位置付け

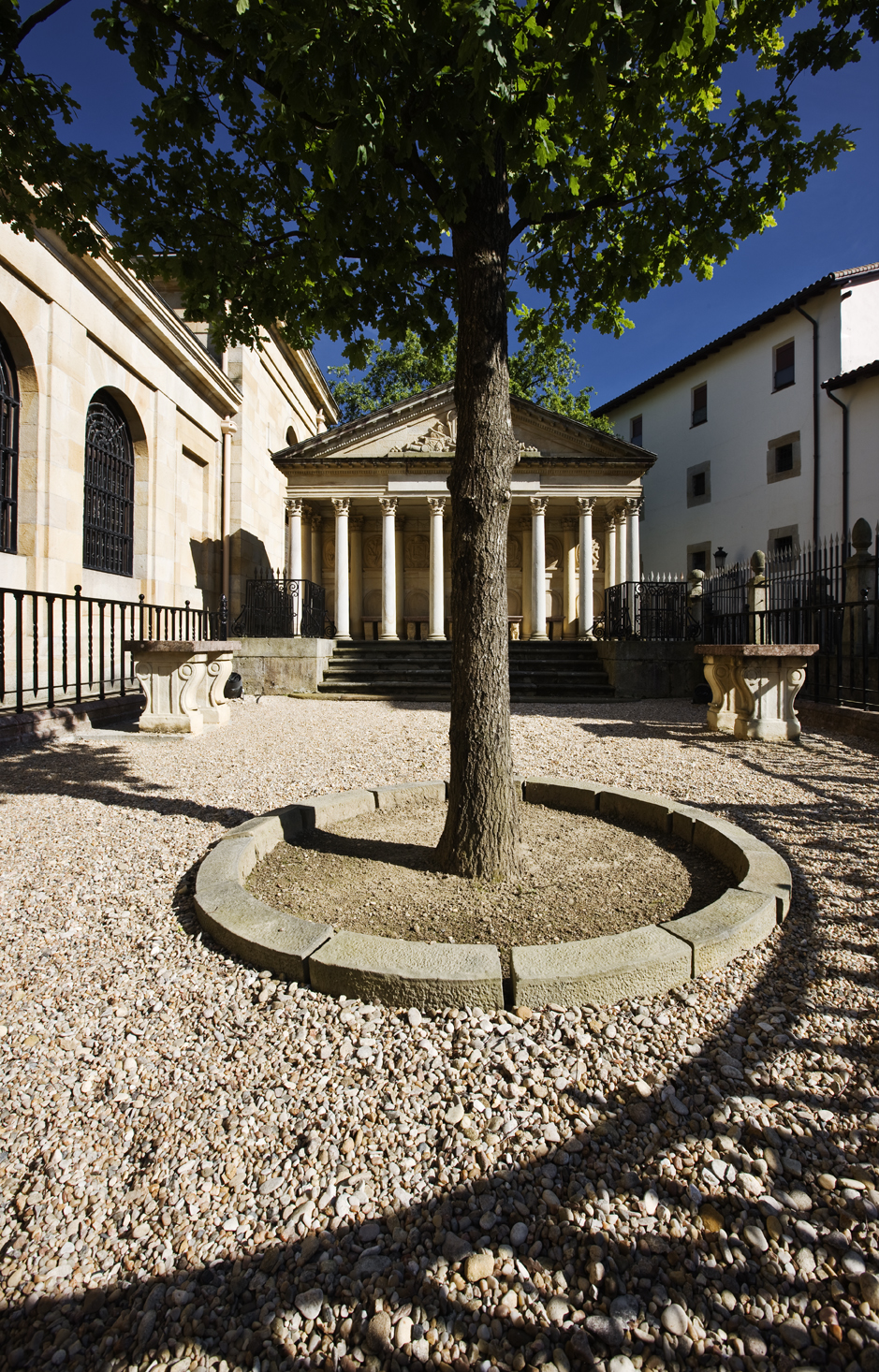
ゲルニカのオークの木

ビスカヤ県政府はビルバオに置かれているが、ビスカヤ県議会（Junta）はゲルニカに置かれている。何世紀もの間、ビスカヤ人の伝統的な議会は「ゲルニカのオークの木」の下で開かれてきた。バスク人にとってこの木は自由の象徴であり、オークの木は代々植え替えられてきた。19世紀末まで立っていた木（第2代）は、石化されて議会場の近くで保存されている。その木に代わって1860年に植えられた木（第3代）はスペイン内戦中のゲルニカ爆撃を生き残ったが、2004年に菌病のために枯れた。1986年から生育している木（第4代）が2005年に公式な「ゲルニカの木」となったが、その木も病気にかかったために周りの土が入れ替えられている。木のそばには集会場が建てられ、1826年に建てられた現在の議会場と兼用されている。

## 出身者
- マヌエル・アリェンデサラサル（スペイン語版）（1856–1923） : 政治家。
- ルイス・ビリャサンテ（スペイン語版）（1920–2000） : 聖職者（フランシスコ会修道士）・神学者・著作家・言語学者。エウスカルツァインディア会長（1970-1988）。
- マウリ（スペイン語版）（1934-） : サッカー選手。
- ロベルト・ライセカ（スペイン語版）（1969-） : 自転車競技選手。
- ペッロ・ビルバオ：自転車競技選手
- アシエル・ビジャリブレ（1997-） : サッカー選手。

## 姉妹都市
- ボイシ、アメリカ
- プフォルツハイム、ドイツ
- ベルガ、スペイン
- セラヤ、メキシコ
- グアダラハラ、メキシコ
- セラヴァッレ、サンマリノ
- バチカン、バチカン市国